# David Margetts
David Margetts (* in Shepparton, Victoria) ist ein australischer Schauspieler.

## Leben
Margetts wurde in Shepparton im Bundesstaat Victoria geboren, wo er auch aufwuchs. Er besuchte die Shepparton South Tech High School und die Cleveland District State High School in Cleveland bei Brisbane. Bevor er seine Schauspiellaufbahn startete, war er von 2010 bis 2017 im öffentlichen Dienst tätig. Sein Schauspieldebüt gab er 2022 im Kurzfilm Snowblind. Im Folgejahr war er im Kurzfilm King for a Day zu sehen und erhielt Episodenrollen jeweils in den Fernsehserien Safe Home und Life of Kea. 2024 stellte er in der Fernsehserie Flunk die wiederkehrende Rolle des Rod dar. Im selben Jahr hatte er eine Nebenrolle in der Spielfilmproduktion Inside inne. 2025 war er im B-Movie The Land That Time Forgot in der größeren Rolle des Lt. Tim Olson zu sehen.
Er ist Vater und als Unternehmer selbständig und in Melbourne wohnhaft.

## Filmografie (Auswahl)
- 2022: Snowblind (Kurzfilm)
- 2023: King for a Day (Kurzfilm)
- 2023: Safe Home (Fernsehserie, Episode 1x03)
- 2023: Life of Kea (Fernsehserie, Episode 1x01)
- 2024: Flunk (Fernsehserie, 2 Episoden)
- 2024: The Summer Before Forever
- 2024: Intruder (Kurzfilm)
- 2024: Inside
- 2024: Bongrats (Fernsehfilm)
- 2024: The Tales of Cantara Cabin (Fernsehserie, Episode 1x02)
- 2024: Hitch Hiking Is Safe (Kurzfilm)
- 2025: The Land That Time Forgot
- 2025: For the Dear Leader (Kurzfilm)